# If Today Was Your Last Day
«If Today Was Your Last Day» —en español: «Si hoy fuera tu último día»— es el tercer sencillo del sexto álbum de estudio de la banda canadiense Nickelback Dark Horse. Fue planeado para ser el primer sencillo de radio el 30 de septiembre de 2008. La idea fue rechazada y optaron a Gotta Be Somebody como el primero. Fue colocado como el segundo sencillo el 31 de marzo de 2009 en Estados Unidos, en Canadá fue puesto como sencillo en noviembre de 2008. I'd Come for You fue lanzado en Europa como segundo sencillo, en lugar de "If Today Was Your Last Day", similar al disco previo All the Right Reasons, cuando el sencillo Far Away era lanzado en Europa, mientras que Savin' Me era sencillo en Estados Unidos y Canadá. Fue producido por el afamado productor de Rock Robert John "Mutt" Lange, quien produjo el disco entero. La canción fue interpretada en vivo por primera vez el 22 de mayo de 2009 en el Manchester Evening News Arena en Mánchester.
En Estados Unidos, la canción vendió más de 1.5 millones de descargas hasta febrero de 2010. La canción recibió la certificación de oro en Australia.
El vocalista de la banda, Chad Kroeger mencionó que la canción es su favorita de Dark Horse. Él describió la canción como "Muy  emocional y muy positiva".
La canción fue utilizada en los vídeos promocionales de los Juegos Olímpicos de Vancouver 2010.

## Vídeo musical
El vídeo fue grabado con el director Nigel Dick en marzo de 2009. Pedazos del vídeo fueron grabados en el CenturyLink Center Omaha de Omaha, Nebraska y en la ciudad de New York, y la otra parte en Filadelfia (Pensilvania), Pensilvania. El vídeo fue estrenado el 29 de abril. Al principio dos adolescentes vestidos de negro parecen tener hasta algún tipo de negocios turbios en Filadelfia. Ellos graban todo con una cámara digital. Llevan varias bolsas negras, las cuales parecen tener cosas ilegales. Al final se detienen en la parte superior de un puente y bajan las bolsas misteriosas. Al momento de abrir las bolsa, se puede ver que son sólo papeles de color con frases de la canción como "perdona a tu enemigo" y "vive cada momento", esos papeles son lanzados hacia las personas que caminaban debajo del puente, los chicos terminan grabando como las personas toman los papeles. Esto inspira a dos mujeres a hacer algo similar, ellas reparten abrigos. Después un hombre vestido como ejecutivo de una empresa se dirige al banco, ahí saca una gran cantidad de dinero, dinero que es repartido a todas las personas que ve. Se mira a una pareja discutiendo, pero al final se reconcilian. También un hombre que posiblemente habla con su jefe, cansado de todo eso renuncia y tira su portafolio y se va. Una mujer al ver un papel que dice "llama a un viejo amigo", saca su teléfono móvil y comienza a hacer llamadas. Todas las frases son sacadas de la canción.

## Versiones oficiales
- "If Today Was Your Last Day" (versión de álbum) - 4:08

## Posiciones en la lista
| Listas (2008–10)                      | Máxima posición |
| ------------------------------------- | --------------- |
| Alemania (Offizielle Deutsche Charts) | 31              |
| Australia (ARIA)                      | 26              |
| Austria (Ö3 Austria Top 40)           | 31              |
| Canadá (Canadian Hot 100)             | 7               |
| Eslovaquia (Rádio Top 100)            | 58              |
| Estados Unidos (Billboard Hot 100)    | 19              |
| Estados Unidos (Adult Contemporary)   | 14              |
| Estados Unidos (Adult Top 40)         | 2               |
| Estados Unidos (Mainstream Rock)      | 32              |
| Estados Unidos (Mainstream Top 40)    | 12              |
| Luxemburgo Digital Songs (Billboard)  | 3               |
| Reino Unido (UK Singles Chart)        | 64              |
| Reino Unido (UK Rock Chart)           | 1               |
| Suecia (Sverigetopplistan)            | 32              |
| Suiza (Schweizer Hitparade)           | 30              |

## Influencias
Recibió una canción en respuesta de los raperos Drake y Lil' Wayne con la canción "The Motto" en 2012.